# Distretto di Nong Ki
Il distretto di Nong Ki (in thailandese: หนองกี่) è un distretto (amphoe) della Thailandia, situato nella provincia di Buriram.